# Elecciones provinciales del Chubut de 2003
El 9 de noviembre de 2003, se realizaron elecciones  para designar gobernador, vicegobernador y 27 diputados provinciales de la Provincia del Chubut.

## Resultados

### Gobernador y vicegobernador
| Fórmula                    | Fórmula                   | Partido/Alianza              | Partido/Alianza                         | Partido/Alianza                         | Votos   | %     |
| Gobernador                 | Vicegobernador            | Partido/Alianza              | Partido/Alianza                         | Partido/Alianza                         | Votos   | %     |
| -------------------------- | ------------------------- | ---------------------------- | --------------------------------------- | --------------------------------------- | ------- | ----- |
| Mario Das Neves            | Mario Vargas              |                              | Partido Justicialista                   | Partido Justicialista                   | 84.379  | 45,59 |
| José Luis Lizurume         | Reinaldo van Domselaar    |                              | Unión Cívica Radical                    | Unión Cívica Radical                    | 76.205  | 41,17 |
| Roque González (h)         | Ricardo A. M. Irianni     |                              | Partido Acción Chubutense               | Partido Acción Chubutense               | 12.976  | 7,01  |
| Alejandro Fernández Vecino | Marcela Beatriz Paz       |                              |                                         | Corriente Chubutense (FG - MID)         | 5.309   | 2,87  |
| Alejandro Fernández Vecino | Marcela Beatriz Paz       |                              | Polo Social                             | 1.884                                   | 1,02    |       |
| Alejandro Fernández Vecino | Marcela Beatriz Paz       | Total Fernández Vecino - Paz | Total Fernández Vecino - Paz            | Total Fernández Vecino - Paz            | 7.193   | 3,89  |
| Fidel Gustavo Peralta      | Roberto Julio A. Simonato |                              | Partido Humanista                       | Partido Humanista                       | 1.770   | 0,96  |
| Galo Oviedo                | Leonardo Fabio Ferro      |                              | Partido Comunista                       | Partido Comunista                       | 1.383   | 0,75  |
| Omar Américo Salinas       | Isabel Adelina Castaño    |                              | Partido Socialista Auténtico del Chubut | Partido Socialista Auténtico del Chubut | 1.183   | 0,64  |
| Votos positivos            | Votos positivos           | Votos positivos              | Votos positivos                         | Votos positivos                         | 185.089 | 88,16 |
| Votos en blanco            | Votos en blanco           | Votos en blanco              | Votos en blanco                         | Votos en blanco                         | 22.358  | 10,65 |
| Votos nulos                | Votos nulos               | Votos nulos                  | Votos nulos                             | Votos nulos                             | 2.501   | 1,19  |
| Participación              | Participación             | Participación                | Participación                           | Participación                           | 209.948 | 75,28 |
| Electores registrados      | Electores registrados     | Electores registrados        | Electores registrados                   | Electores registrados                   | 278.888 | 100   |
| Fuente:                    |                           |                              |                                         |                                         |         |       |

### Legislatura
| Partido/Alianza       | Partido/Alianza                         | Votos   | %     | Bancas | Electos |
| --------------------- | --------------------------------------- | ------- | ----- | ------ | --- |
|                       | Partido Justicialista                   | 73.079  | 44,39 | 16/27  | Ver electos: - Julio César Aristarain - Araceli Filippo - Javier Hugo Alberto Touriñan - Rosa Rosario Muñoz - José Antonio Karamarco - Rubén Alberto Fernández - Héctor Oscar García - Miguel Ángel González - Elia Nelly Lagoria - Juan Roberto Damián - Mario Horacio Negrete - Norma Beatriz Olanda - Carlos Alberto Pascuariello - Juan Domingo Perón - Rosa Laudelina Chiquichano - Oscar Darío Gallego |
|                       | Unión Cívica Radical                    | 65.101  | 39,54 | 9/27   | Ver electos: - Carlos Alberto Relly - Adriana Noemí Fara - Carlos Alberto Lorenzo - Fernando J. D. Rua - Alejandro Omar Papaiani - José Eduardo Gaspar - Omar Elvio Morelli - Olga Susana Machado - María Alejandra Nasif |
|                       | Partido Acción Chubutense               | 14.073  | 8,55  | 2/27   | Ver electos: - Roque González (h) - Ricardo A. M. Irianni |
|                       | Corriente Chubutense (FG - MID)         | 5.653   | 3,43  |        | |
|                       | Polo Social                             | 2.008   | 1,22  |        | |
|                       | Partido Humanista                       | 1.937   | 1,18  |        | |
|                       | Partido Comunista                       | 1.424   | 0,86  |        | |
|                       | Partido Socialista Auténtico del Chubut | 1.364   | 0,83  |        | |
| Votos positivos       | Votos positivos                         | 164.639 | 78,42 |        | |
| Votos en blanco       | Votos en blanco                         | 42.778  | 20,38 |        | |
| Votos nulos           | Votos nulos                             | 2.531   | 1,21  |        | |
| Participación         | Participación                           | 209.948 | 75,28 |        | |
| Electores registrados | Electores registrados                   | 278.888 | 100   |        | |
| Fuente:               |                                         |         |       |        | |